# Ildefons Lima

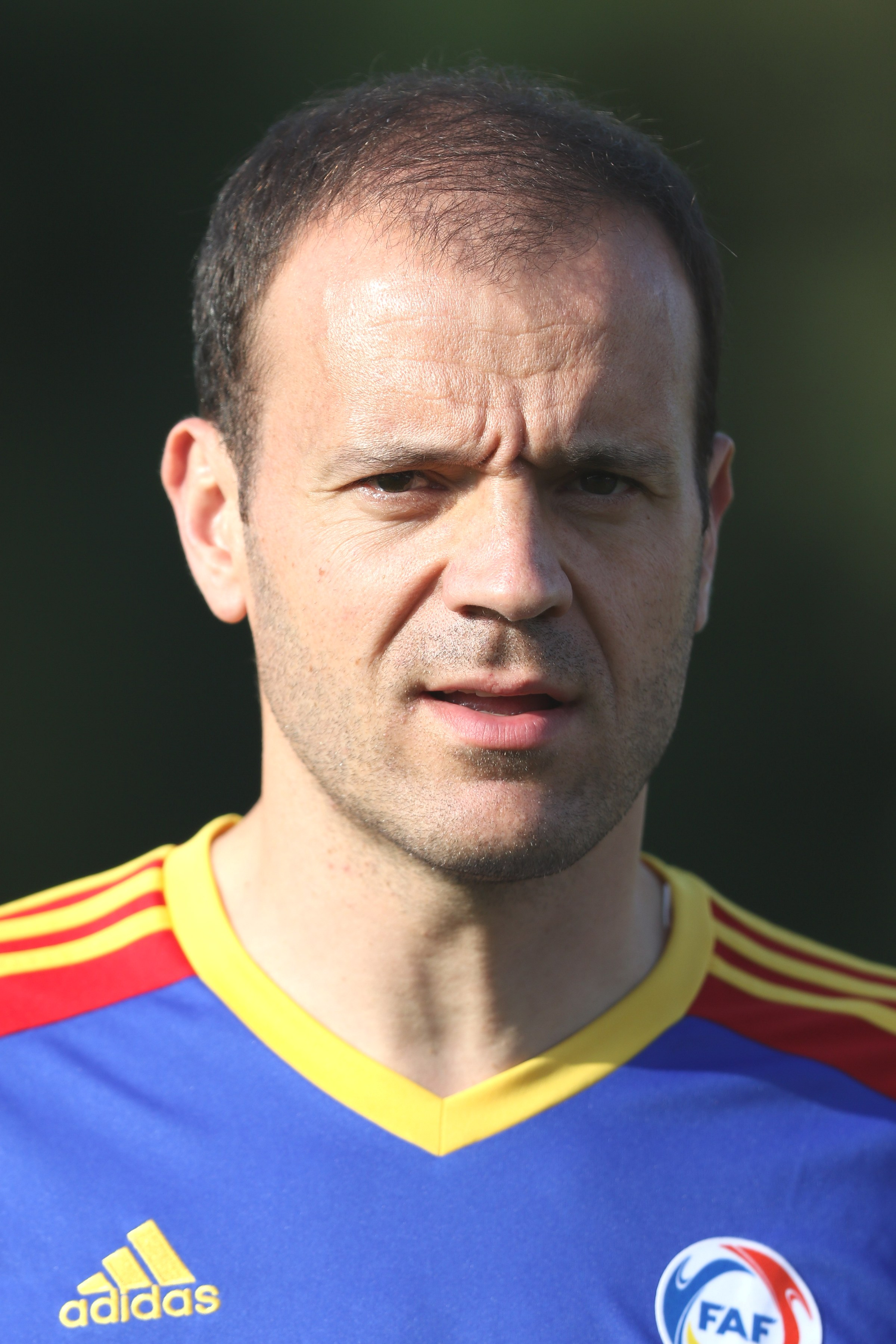
Ildefons Lima als speler van Andorra (2016)

Ildefons Lima Solà (Barcelona, 10 december 1979) is een Andorrees voormalig voetbalspeler. Hij speelde bij voorkeur als centrale verdediger. Ildefons Lima is de jongere broer van Antoni Lima, die eveneens actief was als voetballer.

## Clubvoetbal
Lima speelde tot 1999 in eigen land bij FC Andorra. Via RCD Espanyol B (1999-2000), UE Sant Andreu (2000-2001), het Griekse Ionikos (2001), het Mexicaanse Pachuca CF (2001-2002), UD Las Palmas (2002-2004), Polideportivo Ejido (2004) en Rayo Vallecano (2004-2005) kwam hij in 2005 bij US Triestina terecht, dat destijds uitkwam in de Serie B. Daarna kwam hij uit voor het Zwitserse AC Bellinzona waar hij tot en met de zomer van 2011 speelde. In oktober 2011 tekende hij bij US Triestina nadat zijn contract bij AC Bellinzona niet verlengd werd. In 2012 ging hij terug naar Andorra. Hij speelde 2 seizoenen bij FC Andorra, alvorens in 2014 over te stappen naar FC Santa Coloma. Na 4 seizoenen bij FC Santa Coloma, waarin hij 4 keer kampioen werd, tekende hij in 2018 een contract bij Inter Club d'Escaldes. Hij beëindigde zijn actieve carrière in 2023.

## Nationaal elftal
Lima debuteerde op 22 juni 1997 tegen Estland in het Andorrese nationale elftal. Op 27 maart 2002 maakte hij tegen Malta zijn vierde interlanddoelpunt, waardoor hij all-time topscorer van het Andorrees nationaal elftal werd. Ondertussen heeft hij elf doelpunten op zijn naam staan. Hij is daarmee nog steeds recordhouder. Daarnaast is hij met 137 interlands ook recordinternational van de dwergstaat.